# Cipó
Cipó este un oraș în unitatea federativă Bahia (BA) din Brazilia.